# Bojagi
Um bojagi (hangul: 보자기; MR: pojagi, às vezes abreviado para hangul: 보; rr: bo; MR: po) é um pano de embrulho tradicional coreano. Bojagi são tipicamente quadrados e podem ser feitos de uma variedade de materiais, embora seda ou rami sejam comuns. O bojagi bordado é conhecido como subo, enquanto o bojagi de retalhos ou sucata é conhecido como chogak bo.
Bojagi tem muitos usos, inclusive como embrulho de presente , em casamentos e em ritos budistas. Mais recentemente, eles foram reconhecidos como uma forma de arte tradicional, frequentemente apresentada em museus e inspirando reinterpretações modernas.

## História
As religiões folclóricas coreanas tradicionais acreditavam que manter algo embrulhado protegia a boa sorte. Acredita-se que o uso mais antigo dos envoltórios data do Período dos Três Reinos, mas nenhum exemplo sobreviveu deste período.
Os primeiros exemplos sobreviventes, do início da Dinastia Joseon (1392-1910) foram usados em um contexto budista, como toalhas de mesa ou coberturas para sutras. Os panos marcavam particularmente eventos especiais, como casamentos ou noivados, onde se acreditava que o uso de um pano novo transmitia "a preocupação de um indivíduo com o que estava sendo embrulhado, bem como o respeito por seu destinatário". Para um casamento real, até 1.650 bojagi podem ser criados.
O uso diário de bojagi diminuiu na década de 1950, e eles não foram tratados pelos coreanos como objetos de arte até o final dos anos 1960. Desde a década de 1980, muitas exposições foram organizadas na Coreia e em todo o mundo para mostrar a beleza e o significado do pojagi feito por mulheres coreanas. Em 1997, a série de selos postais "Beleza Coreana" incluiu quatro selos com bojagi.

## Características
Tradicionalmente, o bojagi é um quadrado, medindo de um p'ok de largura (aproximadamente 35 cm), para itens pequenos, a dez p'ok para objetos maiores, como roupas de cama. Os materiais incluíam seda, algodão, rami e cânhamo. As cores variavam de vermelho, roxo, azul, verde, amarelo e rosa a azul escuro, branco e preto. Bojagi às vezes eram embelezados para serem forrados, sem forro, acolchoados, acolchoados ou decorados com pintura, folhas de ouro finas como papel, bordados e retalhos.

## Bojagi real (kung bo)

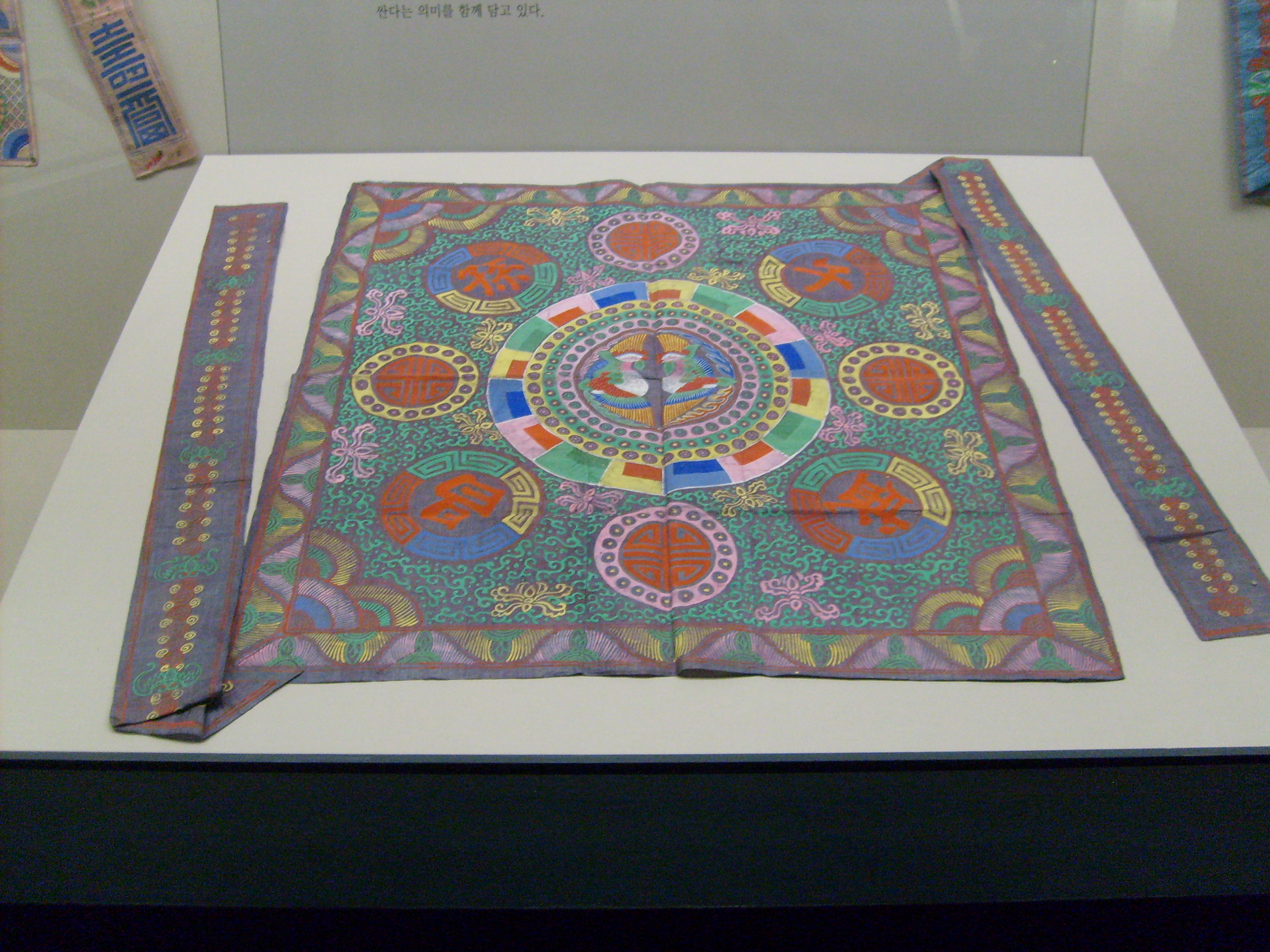
Bojagi real sem retalhos

Os panos de embrulho reais eram conhecidos como kung-bo. Kung-bo eram feitos de um único pedaço de pano e, embora não assinados, os panos de kung-bo eram feitos por artesãos conhecidos e pintores de escritórios da corte, distintos do pojagi min-bo feito por artistas anônimos e desconhecidos. Dentro da corte real de Joseon , o tecido preferido na construção do bojagi era o tecido vermelho-rosado ao roxo. Esses tecidos eram frequentemente pintados com desenhos, como dragões.
Ao contrário da frugalidade usada e reutilizada de panos de embrulho não reais, centenas de novos bojagis foram encomendados em ocasiões especiais, como aniversários reais e Dia de Ano Novo. Os nomes das mulheres empregadas pela corte para fazer bojagi para rituais reais específicos, como cerimônias de casamento, estão listados nos registros oficiais do tribunal do Ŭigwe ( Protocolos Reais). Vários nomes de costureiras aparecem repetidamente nesses registros, apontando para o valor de seu alto nível de habilidade. No século XVIII, os salários das costureiras parecem ter sido comparáveis aos dos artesãos.

## Bojagi comum (min-boouchogak bo)

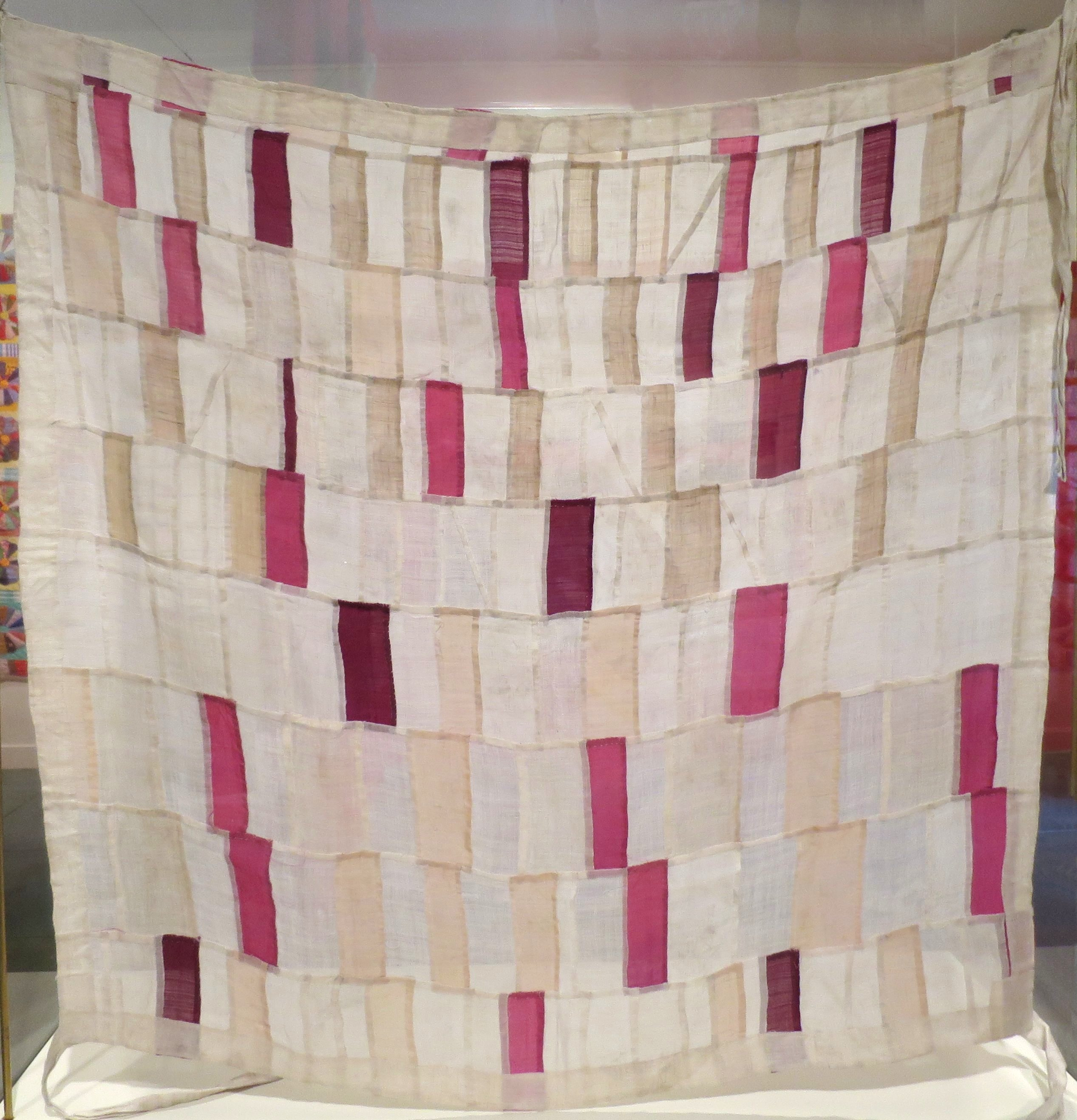
Bojagi da coleção do Honolulu Museum of Art

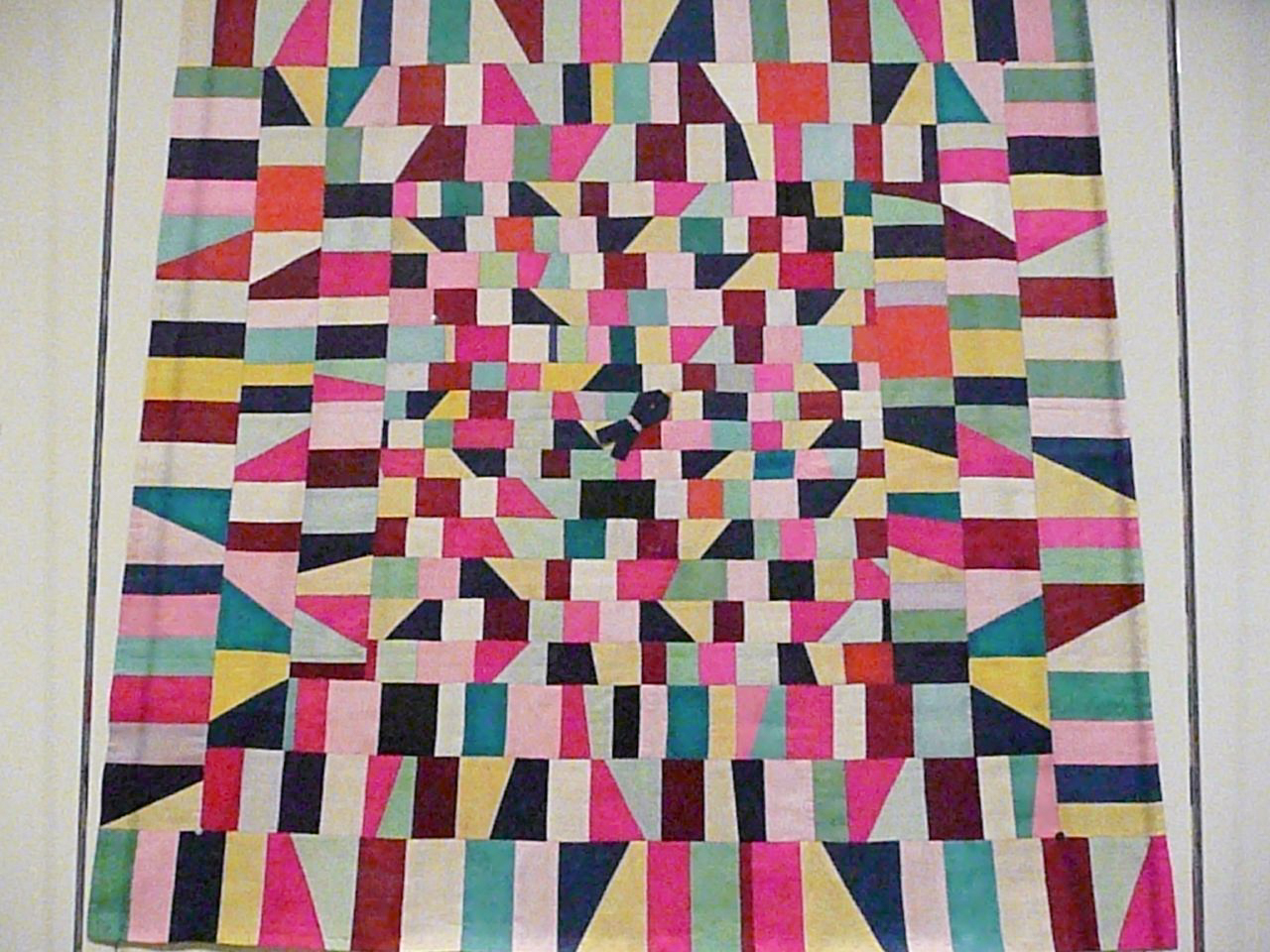
Bojagi de retalho de seda da coleção do Asian Art Museum of San Francisco

Min-bo ou chogak bo (조각보) eram bojagi de "retalhos" feitos por plebeus. Em contraste com o kung-bo real, que não era retalho, esses panos eram criados a partir de pequenos segmentos ("chogak") de tecido de outras costuras, como os que sobravam do corte das curvas da roupa tradicional hanbok.
As mulheres coreanas, ensinadas desde cedo a serem pacientes e frugais, separavam pequenos pedaços de tecido em diferentes grupos de acordo com o material, forma, cores e peso. Esse processo proporcionou uma oportunidade para as mulheres da dinastia Joseon expressarem seus talentos criativos, com a costura real provavelmente semelhante à cópia do sutra. Os fabricantes desse bojagi de “retalho” não fizeram nenhum esforço para esconder seus pontos e podem ter acreditado que bênçãos e boa sorte (pok) se acumulavam com cada ponto e peça adicionados. Tecidos com padrões simétricos 'regulares' e 'irregulares' de aparência aleatória foram costurados, com estilos presumivelmente selecionados pelos gostos estéticos de uma mulher individual.

### Como cobertura de alimentos
Chogak bo estão intimamente associados a coberturas de alimentos. Os exemplos de meados do século 19 ao início do século 20 que sobreviveram até os dias atuais geralmente têm um pequeno laço de fita preso no centro da praça, para ajudar a levantar a tampa dos alimentos. Bojagi do tamanho de uma mesa geralmente tem tiras presas aos cantos, para que possam ser presas à mesa, para prender os itens no lugar, quando a mesa é movida.
Diferentes bojagis foram usados para cobrir diferentes alimentos e em diferentes estações. Enquanto panos leves ajudavam a circular o ar durante o verão, para manter a comida quente no inverno, o bojagi também podia ser acolchoado e forrado. Para evitar que o bojagi fique sujo de comida, a parte de baixo geralmente é forrada com papel oleado.

### Para transportar itens
Bojagi eram usados para transportar itens, bem como para cobrir ou manter as coisas juntas no armazenamento. Um exemplo é um arranjo de 'mochila', onde o pano é embrulhado e amarrado para que os itens possam ser transportados com segurança nas costas.

### Bojagi bordado
O bojagi bordado, também chamado de subo (수보) (o prefixo su significa bordado), era outra forma de tecido decorado. Um ornamento comum era o de árvores estilizadas, variando em estilo de 'ingênuo' a representações detalhadas de flores, frutas, pássaros, dragões, nuvens e símbolos de boa sorte. Esses panos estão intimamente associados a ocasiões alegres, como noivados e casamentos, usados para embrulhar itens como presentes da família do noivo para a nova noiva, e os simbólicos gansos de casamento de madeira que é um metáfora da fidelidade e proteção do noivo.
O bordado era feito com linha fiada, sobre um fundo de algodão ou seda. O tecido subo foi então forrado e possivelmente acolchoado. Mães de noivas durante a Dinastia Joseon frequentemente costuravam dezenas de bojagi para suas filhas levarem para suas novas casas. Como muitos sobrevivem em perfeitas condições, esses bojagis não tinham uma função prática, mas serviam como sinais de afeto e bons desejos.

### Conotações românticas
Kirogi po, ou panos de embrulho para um ganso de casamento, era outra forma de bojagi usada para embrulhar um ganso de madeira apresentado pelo noivo à família da noiva durante as cerimônias de casamento coreanas tradicionais, simbolizando a fidelidade do noivo. Além de serem forrados e bordados, os kirogi po eram muitas vezes decorados com fios de fios da cor do arco-íris representando talos de arroz, um símbolo dos desejos da família de abundância na vida conjugal. Árvores, flores, frutas, borboletas e pássaros eram comumente descritos para simbolizar prosperidade, honra, felicidade e alegria.

## Referências e exposições modernas

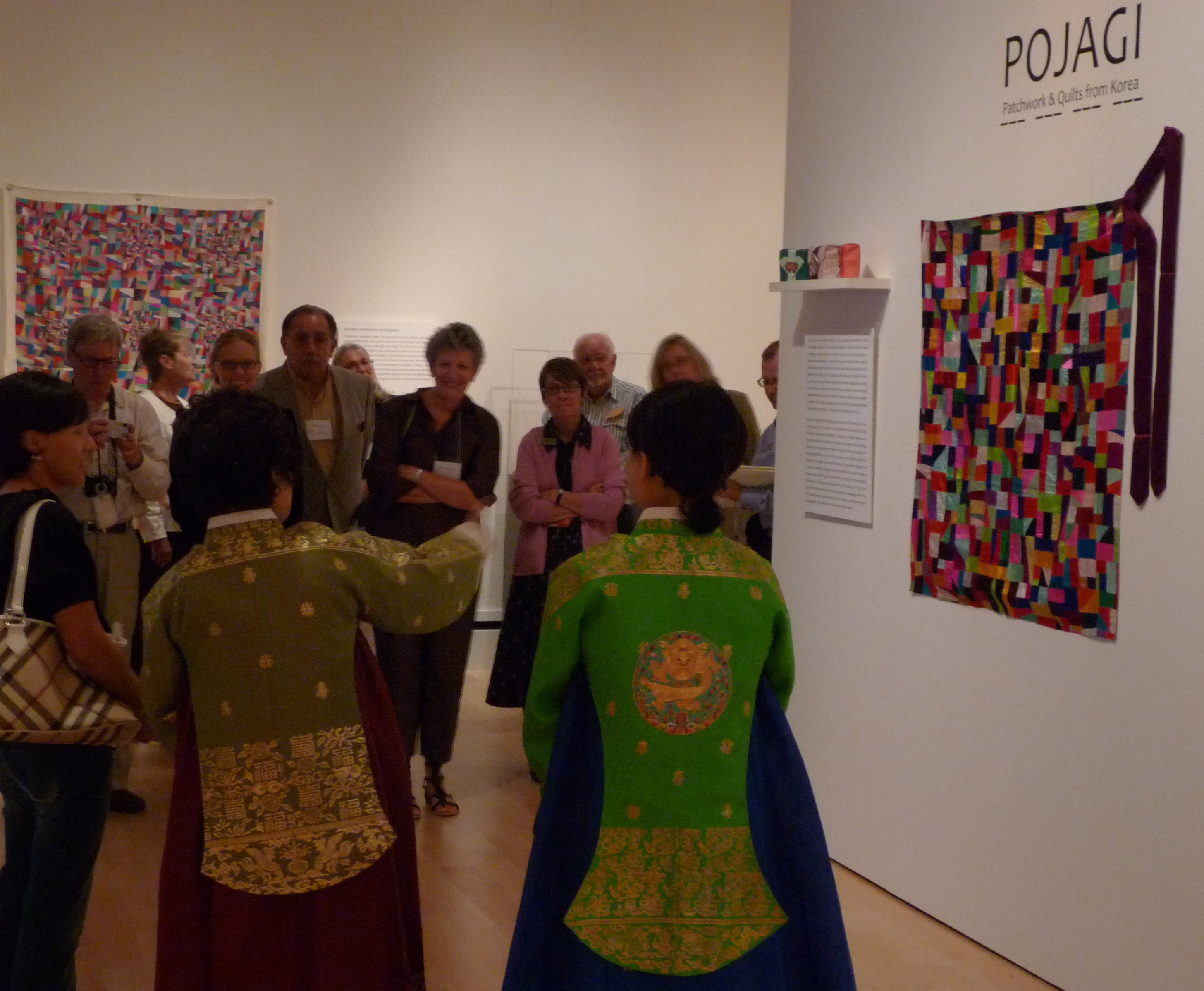
Exibição de bojagi de 2008 no International Quilt Study Center & Museum

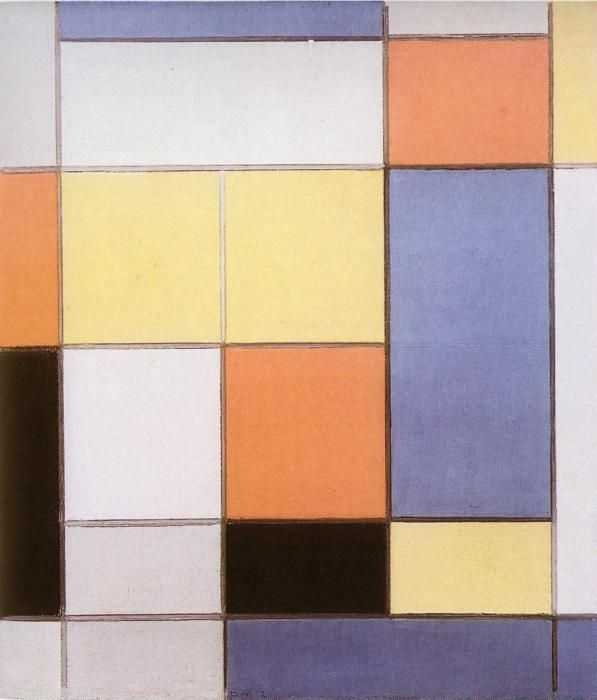
Obra de Piet Mondrian, cujo uso de quadrados e cores foi comparado ao bojagi